# Tom Nyariki
Tom Nyariki (eigentlich Thomas Nyariki Mongare; * 27. September 1971 in Nyamira, Provinz Nyanza) ist ein kenianischer Langstreckenläufer.

## Leben
Nyariki begann seine Karriere als Sprinter, wechselte jedoch mangels Erfolg Anfang der 1990er auf die Langstrecke. Bei den Olympischen Spielen 1996 in Atlanta etablierte er sich mit seinem fünften Platz im 5000-Meter-Lauf erstmals in der Weltspitze.
1997 stellte er in seiner wohl erfolgreichsten Saison seine Vielseitigkeit unter Beweis. Er wurde zunächst Dritter bei den Crosslauf-Weltmeisterschaften in Turin. Bei den Leichtathletik-Weltmeisterschaften in Athen holte er in 13:11,09 min hinter Daniel Komen und Khalid Boulami ebenfalls die Bronzemedaille. Darüber hinaus siegte er beim Vancouver Sun Run und, zusammen mit seiner frischgebackenen Ehefrau Jackline Maranga, bei der Course de l’Escalade.
1998 wurde er Vierter bei den Crosslauf-Weltmeisterschaften in Marrakesch und siegte im 3000-Meter-Lauf bei den Leichtathletik-Afrikameisterschaften in Dakar. Über 5000 m gewann er im selben Jahr bei den Commonwealth Games in Kuala Lumpur die Silbermedaille und 1999 bei den Panafrikanischen Spielen in Johannesburg die Bronzemedaille. 2000 und 2001 feierte er weitere Siege bei der Course de l’Escalade.
2003 wurde er von bewaffneten Räubern, die auf der Flucht vor der Polizei waren, in seinem Auto überfallen und schwer verletzt, als er den Wagen in den Graben steuerte und eine aufgebrachte Menge ihn attackierte, weil sie ihn irrtümlich für einen der Kriminellen hielten. Er verlor ein Auge und brauchte ein Jahr, bis er wieder mit dem Training beginnen konnte. Sein limitiertes Sichtfeld zwang ihn, seine Karriere als Bahn- und Crossläufer aufzugeben, so dass von nun an ausschließlich Straßenläufe bestritt. 2006 gewann er den Beach to Beacon und den New-York-City-Halbmarathon, außerdem wurde er Zwölfter beim New-York-City-Marathon. 2007 gewann er den Boston-Halbmarathon.
Tom Nyariki ist 1,70 m groß und wiegt 62 kg. Er gehört der KIMbia-Trainingsgruppe von Dieter Hogen an. Seine Ehefrau Jackline Maranga ist die Crosslauf-Weltmeisterin von 1999; das Paar hat zwei Töchter.

## Bestleistungen
- 2000 m: 4:55,79 min, 3. September 1997, Rieti
- 3000 m: 7:27,75 min, 10. August 1996, Monaco
- 5000 m: 12:55,94 min, 7. Juli 1997, Stockholm
- 10.000 m: 27:48,12 min, 22. Juni 2002, Nairobi
- 10-km-Straßenlauf: 27:30 min, 24. März 2001, Mobile
- Halbmarathon: 1:02:04 h, 16. September 2007, Philadelphia
- Marathon: 2:15:58 h, 5. November 2006, New York City